# Утени
Утени — река в Забайкальском крае России, левый приток Амазара.
Берёт начало в восточной оконечности Амазарского хребта. Длина реки составляет 101 км. Площадь водосбора — 1080 км². Местоположение реки — 43 км по левому берегу Амазара.
Несудоходна.

## Притоки
(от устья к истоку)
- 8 км: Ковыхта
- 20 км: Большие Иличи
- 39 км: Таганка
- 53 км: Омуткачи
- 64 км: Баканы
- 79 км: река без названия